# 菲拉科沃

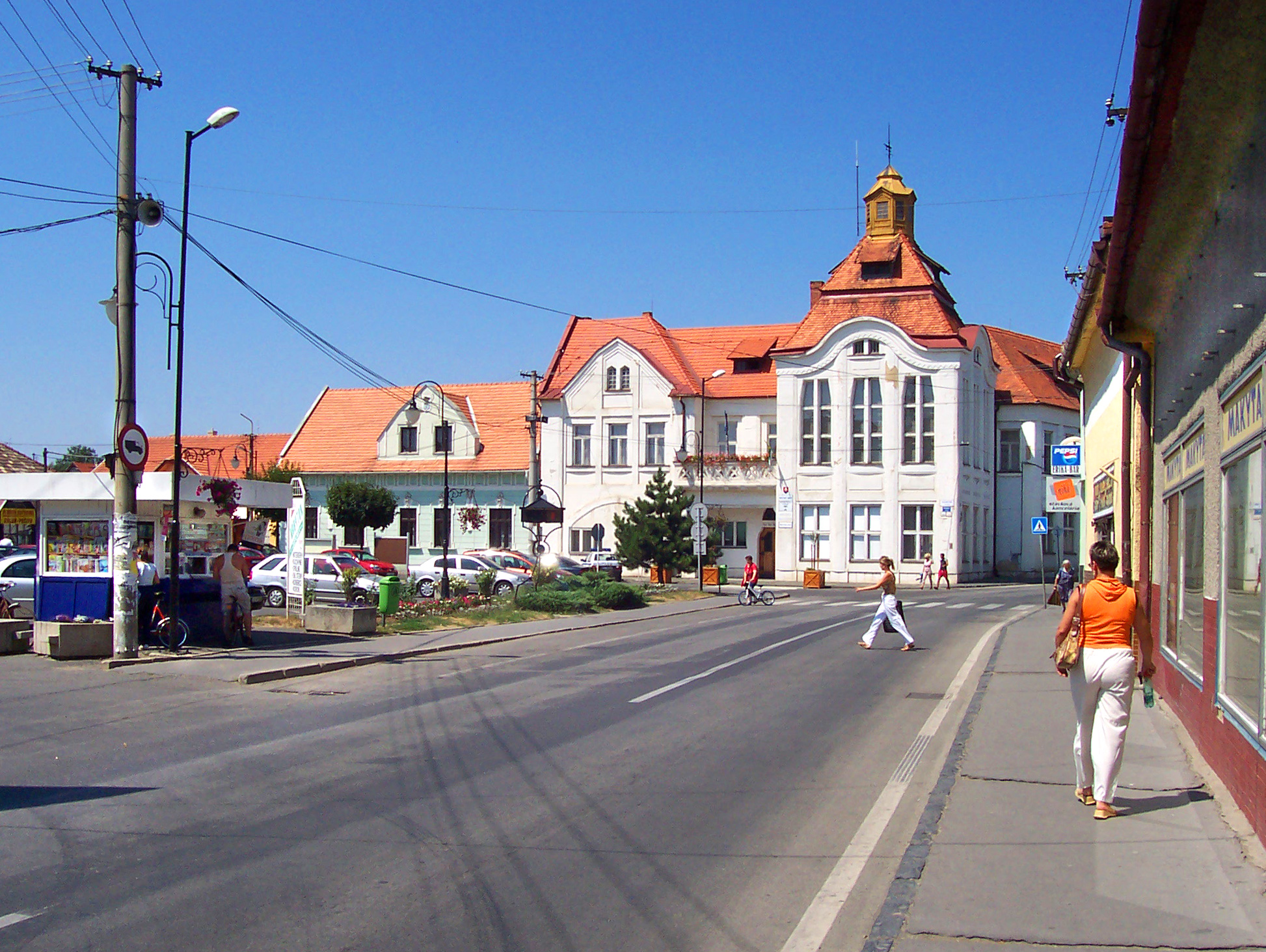

菲拉科沃是斯洛伐克的城鎮，位於該國中南部，由班斯卡-比斯特里察州負責管轄，面積16.18平方公里，海拔高度192米，2005年人口10,362，其中七成居民信奉羅馬天主教。

## 友好城市
- 匈牙利巴托尼特列涅（英语：Bátonyterenye）
- 匈牙利紹爾戈陶爾揚
- 匈牙利塞切尼

## 外部連結
- Fiľakovo website （页面存档备份，存于）